# Travný
Travný (německy Trawno Berg) je mohutná hora nacházející se v Moravskoslezských Beskydech, 3 km jihovýchodně od obce Krásná a 4 km jižně od obce Morávka. Vrchol, ležící ve výšce 1204 m, je částečně zalesněný, s rozhledem západním průsekem na Lysou horu, k severozápadu na Frýdek-Místek, Ostravu a okolní obce a k severu na hřeben Prašivá – Javorový.

## Ochrana přírody
Na strmém západním svahu Travného se na ploše 154,85 hektarů nachází přírodní rezervace Travný se zbytky přirozených porostů bučin a jedlobučin. Rezervace začíná u břehů Mohelnice ve výšce 530 m n. m. a končí až na vrcholu ve výšce 1204 m n. m. a ilustruje proměnlivost lesů v závislosti na nadmořské výšce. V nejnižší výšce tvoří les především kyselé bučiny, s rostoucí výškou se zvyšuje zastoupení smrku a porost se postupně mění na smrkové bučiny a v nejvyšších polohách na tzv. třtinové smrčiny, s ojedinělým výskytem kleče.
V odlehlých hřebenových partiích Travného žije i tetřev hlušec, hnízdí zde čáp černý, jeřábek lesní, sluka lesní, strakapoud bělohřbetý, datlík tříprstý, kulíšek nejmenší a mnoho dalších druhů. Území je také trvalým biotopem rysa ostrovida, vlka a medvěda, běžně lze spatřit jelena nebo srnce.
Na jihovýchodním svahu se na ploše 18,68 ha nachází ještě přírodní rezervace Travný potok, zřízená roku 1955 k ochraně horských bučin.

## Přístup
Kvůli absenci chaty či jiného turistického zázemí na vrcholu a blízkém okolí není Travný turisty příliš navštěvován. Výstup je navíc ze všech směrů značně prudký, s převýšením téměř 800 m. Odměnou za náročný výstup je pěkný výhled na Lysou horu a v letních měsících také spousta borůvek.
Od 1. května 2020 byly zrušeny turistické značky na jeho vrchol, nadále je tam ale možné chodit legálně. Důvodem je obnova téměř vyhynulé populace Tetřeva hlušce, který se pod masivem Travný odchovává. Dříve bylo možno jít:
- z Pražma po modré turistické značce (6 km s převýšením 770 m)
- z Morávky po zelené značce kolem pomníku partyzánů přes spočinek Malý Travný[4],
od rozcestí Travný k vrcholu po modré (6 km s převýšením 750 m)
- z Krásné po žluté značce na rozcestí Na Přelači, kde se žlutá napojuje na modrou značku z Pražma (5 km s převýšením 710 m)